# Понённо
Понённо (кор. 번영로, буквально «Процветающая дорога») — городская автомагистраль в Пусане (Республика Корея). Это первая городская автомагистраль в городе и стране. Понённо была построена с мая 1977 года по октябрь 1980 года из Северного порта Пусана до автомагистрали Кёнбу (Сеул — Пусан). Проходит с севера на юг, длина — около 15,7 км.
Понённо начинается с причала №4 в районе Тонку и заканчивается в транспортной развязке в районе Кымджонгу. Была платной дорогой, но с января 2004 года стала бесплатной. Часть сети Азиатских автомобильных дорог.